# Sashalee Forbes
Sashalee Forbes, född den 10 maj 1996, är en jamaicansk friidrottare.
Hon tog OS-silver på 4 x 100 meter stafett i samband med de olympiska friidrottstävlingarna 2016 i Rio de Janeiro..